# Фенолига
Фенолига је ненасељено острвце у хрватском делу Јадранског мора у акваторији општине Медулин.
Налази се око 0,5 км западно од рта Кршине на полуостврву Камењак. Површина Бодулаша износиоси 0,025 км². Дужина обалске линије је 0,61 км.. 